# Gildas

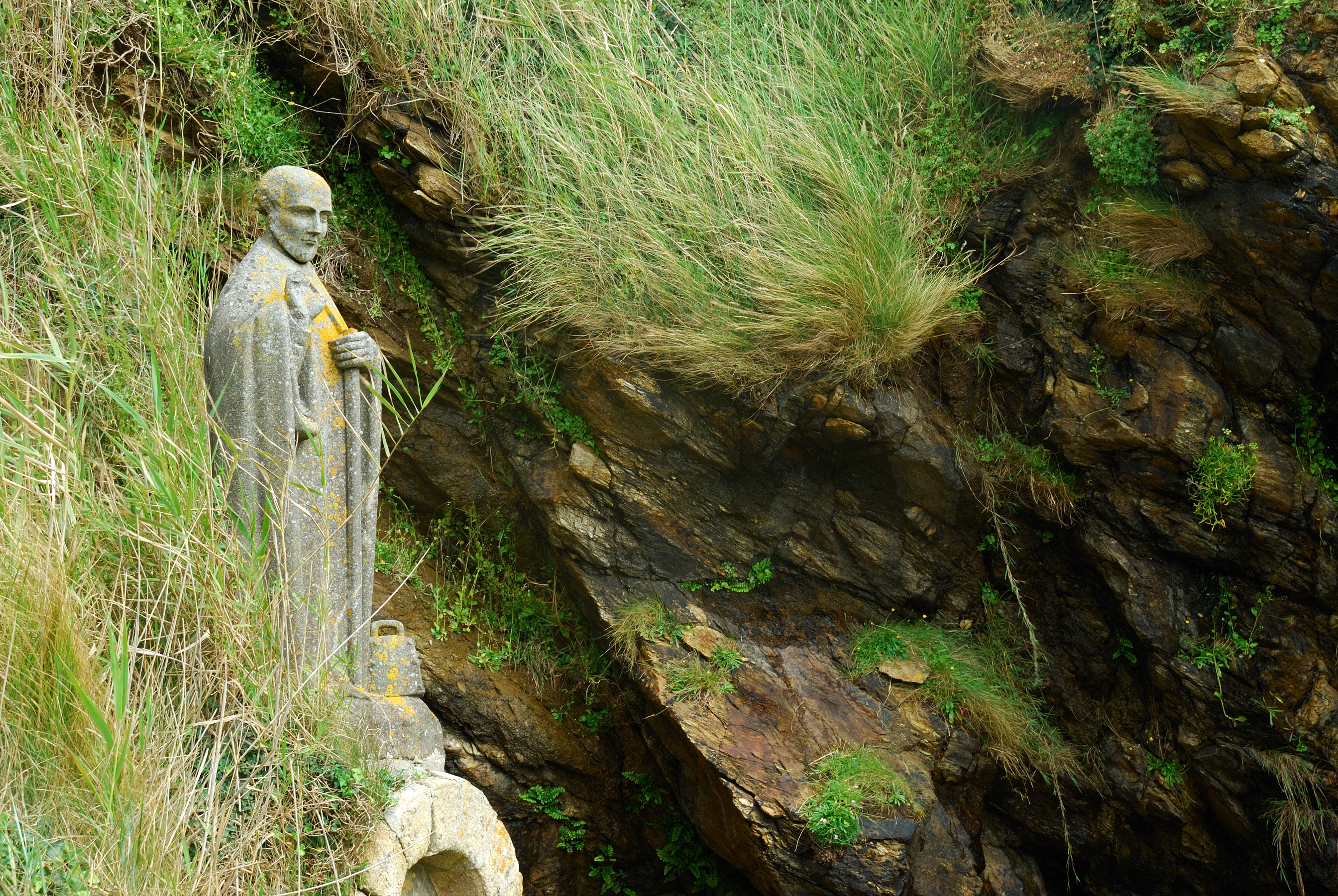
Gildas, moderne Statue in Saint-Gildas-de-Rhuys

Gildas (* wohl ca. 500; † 570), auch Gildas der Weise, war ein herausragender Vertreter des keltischen Christentums im spätantiken bzw. frühmittelalterlichen, nachrömischen Britannien, berühmt für seine Bildung und seinen literarischen Stil.

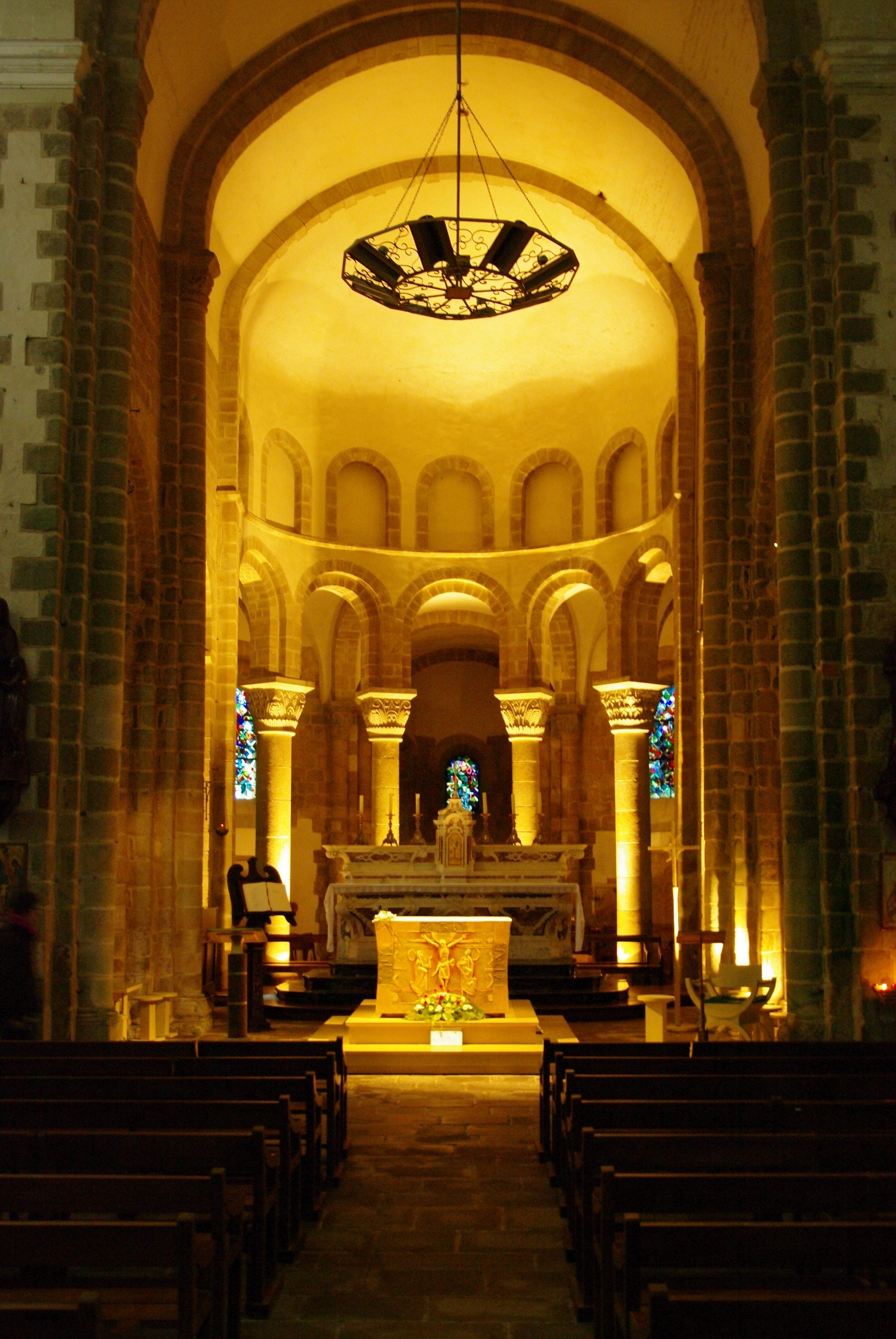
Chor der Klosterkirche in Saint-Gildas-de-Rhuys

## Leben

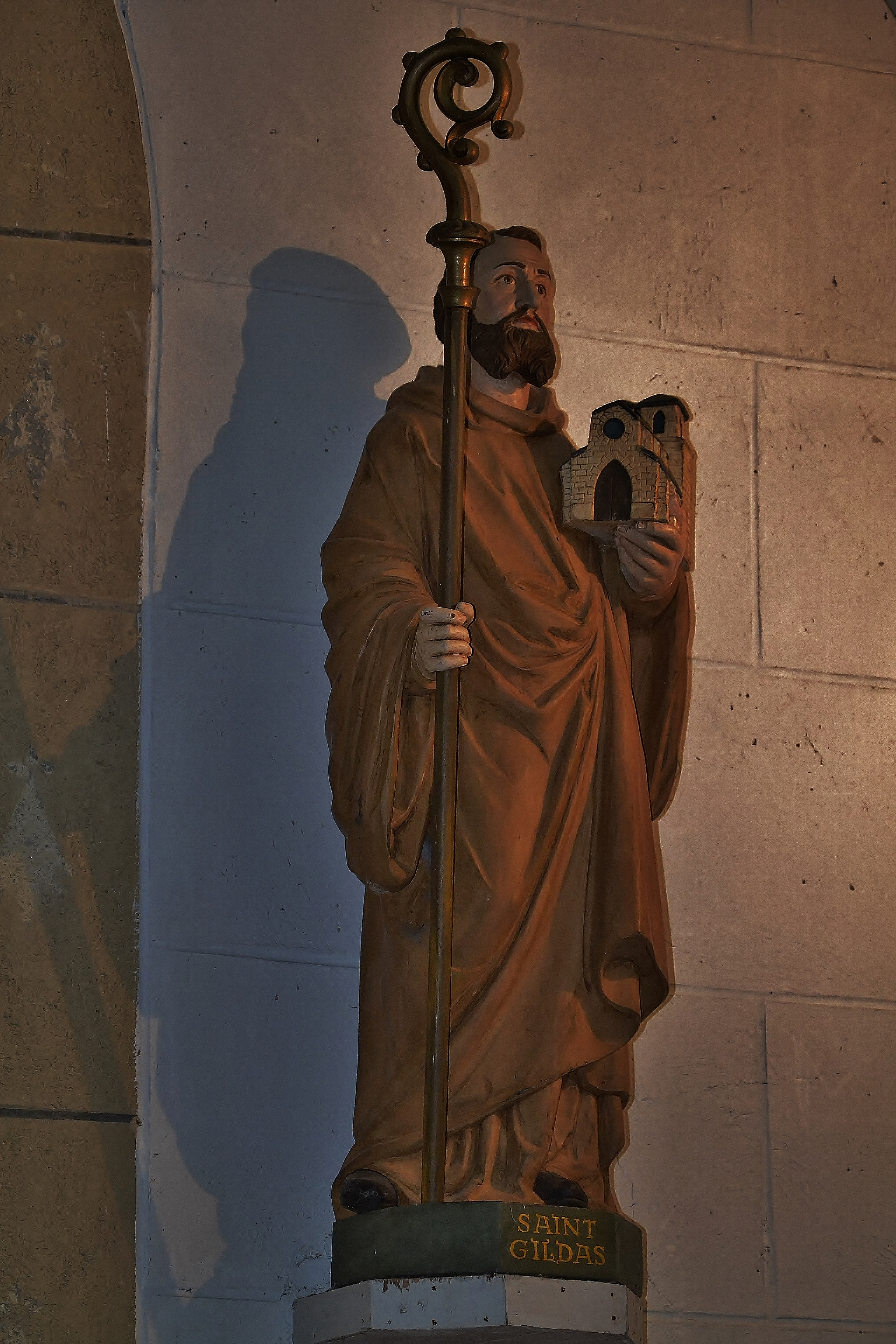
Statue von Gildas in der Kapelle von Bieuzy

Gildas war Geistlicher und wollte mit seinem Werk das frühmittelalterliche Mönchsideal fördern; in vielerlei Hinsicht kann man ihn zugleich noch zur Spätantike zählen. 
In der heute vorliegenden Fassung von De Excidio Britonum erwähnt Gildas, dass das Jahr seiner Geburt das Jahr der Schlacht von Mons Badonicus gewesen sei (Beda Venerabilis scheint eine andere Version vorgelegen zu haben). Die Annales Cambriae, eine mittelalterliche Chronik, die in einem Manuskript mit der Historia Britonum gefunden wurde, geben sein Todesjahr mit 570 an, doch ist die Zuverlässigkeit dieser Angabe sehr umstritten. Da Gildas für seine klassisch-antike Bildung bewundert wurde, nannte man ihn später sapiens („der Weise“).
Während die Mehrheit der Forscher Gildas derzeit in die Mitte des 6. Jahrhunderts datiert, vertreten andere, wie Guy Halsall, eine Frühdatierung ins spätere 5. Jahrhundert und vermuten eine Entstehung seines Werkes bereits um 485. David N. Dumville vermutet in Gildas den Lehrer des Finnian von Clonard, der seinerseits der Lehrer des heiligen Columban von Iona war. Andere Gelehrte hingegen datieren Gildas und sein Werk erst in die zweite Hälfte des 6. Jahrhunderts. Sicher ist nur, dass Gildas erstmals 595 erwähnt wird, und zwar in einem Brief Columbans an Papst Gregor den Großen. Zu diesem Zeitpunkt lebte Gildas nicht mehr.
Gildas wurde posthum heiliggesprochen; sein Gedenktag ist der 29. Januar. Eine wohl größtenteils fiktive Biographie des Gildas wurde von Caradoc von Llancarfan im 12. Jahrhundert geschrieben. Gildas ist der Patron des Klosters Saint-Gildas-en-Rhuys in Frankreich.

## Werk
Von den meisten Schriften des Gildas haben sich nur Fragmente erhalten, deren Authentizität zudem teils umstritten ist. Gildas’ wichtigstes erhalten gebliebenes Werk De Excidio Britonum („Der Untergang der Britannier“; auch als De Excidio Britanniae bekannt) ist eine lange lateinische Predigt in drei Teilen, in der er die Taten seiner weltlichen wie geistlichen Zeitgenossen als Sünde verurteilt, die Gottes Strafgericht heraufbeschworen habe. Der erste Teil besteht aus Gildas’ Erläuterung seiner Arbeit und einer kurzen Schilderung des römischen Britanniens von seiner Eroberung durch die Römer bis hin zu Gildas’ eigener Zeit. Er berichtet dabei über:

„Betreffend ihren Widerstand, Unterwerfung und Rebellion, über ihre zweite Unterwerfung und harte Knechtschaft; betreffend Religion und Verfolgung, die heiligen Märtyrer, viele Häresien, Tyrannen, zwei plündernde Völkerschaften, betreffend die Verteidigung und eine weitere Verwüstung, eine zweite Rache und eine dritte Verwüstung, betreffend Hunger, den Brief an Agitius [der üblicherweise mit dem Heermeister Flavius Aëtius gleichgesetzt wird], Sieg, Verbrechen, plötzlich angekündigte Feinde, eine bemerkenswerte Seuche, eine Ratsversammlung, einen Feind, wilder als der erste, die Zerrüttung der Städte, betreffend diejenigen, die überlebten, und den endgültigen Sieg unseres Landes, der unserer Zeit gewährt wird durch den Willen Gottes.“

Im zweiten Teil, der mit der Feststellung beginnt, „Britannien hat Könige, doch sind sie Tyrannen, und Richter, doch sind sie pflichtvergessen“, spricht Gildas über Leben und Taten fünfer zeitgenössischer Könige: des Constantinus von Dumnonia, des Aurelius Caninus, des Vortipor von Demetae (das jetzt wohl Dyfed heißt), des Cuneglasus von „des Bären Festung“ (Din Eirth, möglicherweise Dinarth bei Llandudno), und des Maglocunus (Maelgwn?). Ohne Ausnahme bezeichnet er diese Machthaber als illegitim und räuberisch; sie leben ein Leben in Sünde.
Der dritte Teil beginnt mit den Worten „Britannien hat Priester, aber sie sind Narren; viele Geistliche, aber sie sind schamlos; Kleriker, aber sie sind verschlagene Plünderer“. Gildas fährt in seiner Jeremiade gegen die Kleriker seiner Zeit fort, erwähnt aber keine Namen, so dass kein Licht auf die Geschichte der christlichen Kirche dieser Periode fällt.
Die Vision eines durch plündernde Eindringlinge und die schlechte Regierung korrupter und nachlässiger Herrscher verwüsteten Landes wurde von den Gelehrten lange unkritisch akzeptiert. Allzu gut passte diese Sicht der Dinge zu der weit verbreiteten Auffassung, eine Invasion von Barbaren hätte die römische Zivilisation zerstört. Dies enthob die Wissenschaft auch der Notwendigkeit, nach anderen Gründen dafür zu suchen, warum Britannien einer der wenigen Teile im Westen des Römischen Reichs war, der während der Herrschaft der Römer offenbar nicht die lateinische Sprache übernahm: Der romanisierte, lateinisch sprechende Teil der Bevölkerung sei im 5. und 6. Jahrhundert ganz einfach durch die von Gildas beschriebenen Kriege physisch vernichtet worden.
Gildas selbst schrieb allerdings ein recht gutes, anspruchsvolles Latein. Er zitiert einmal Vergil, was aber nicht bedeutet, dass er Vergil in größeren Auszügen gelesen hat. Versucht man Gildas’ Schrift zu interpretieren, muss man berücksichtigen, dass es zudem seine Absicht war, seinen Zeitgenossen nach Art eines alttestamentlichen Propheten zu predigen, weshalb er ein besonders düsteres Bild entwarf, das man nicht wörtlich nehmen darf. Einen akkuraten historischen Bericht zu verfassen, war nicht seine Absicht; vielmehr malte er ein finsteres Bild, das seine Leser zur moralischen Läuterung anhalten sollte. Während Gildas einerseits eine der ersten Beschreibungen des Hadrianswalls bot, ließ er andere historische Details, die nicht zu seiner Botschaft passten, aus.
Dennoch bleibt sein Buch eine wichtige Quelle, nicht nur zur spätantik-frühmittelalterlichen oder britischen Geschichte. Es ist eines der sehr wenigen Werke aus dem Britannien des 6. Jahrhunderts, das überlebt hat. Bemerkenswert ist unter anderem, dass Gildas noch im 5./6. Jahrhundert, als sich das Land nach lange vorherrschender Meinung im allgemeinen Niedergang befand, eine so solide Ausbildung nach spätantikem Muster erhalten konnte.
Gildas wird des Weiteren in Verbindung gebracht mit einer Lorica (Brustpanzer) genannten Hymne, einem Gebet zur Erlösung vom Bösen, das interessante Bruchstücke des Hiberno-Lateinischen enthält. Ob ein weiteres Gedicht, ein Pönitential und einige Brieffragmente authentisch sind, ist umstritten.

## Schutzpatron der Pferde
Der heilige Gildas galt in der Bretagne als Schutzpatron der Pferde. Ein Priester segnete im Dorf Port Blanc an Pfingsten alle Pferde. Bis zum Zweiten Weltkrieg fand zuvor eine Prozession und ein Pferderennen zur Insel Saint Gildas gegenüber von Port Blanc statt.

## Ausgaben und Übersetzungen
- Gildae Sapientis de excidio et conquestu Britanniae. In: Theodor Mommsen (Hrsg.): Auctores antiquissimi 13: Chronica minora saec. IV. V. VI. VII. (III). Berlin 1898, S. 1–110 (Monumenta Germaniae Historica, Digitalisat)
- Michael Winterbottom: Gildas. The ruin of Britain and other works. London 1978 (mit Übersetzung).